# Hartashen (Shirak)
Hartashen (o Artashen, in armeno Հարթաշեն?; precedentemente Duzkharab) è un comune di 188 abitanti (2001) della provincia di Shirak in Armenia.